# Castillo de Arenas de San Pedro
El castillo de Arenas de San Pedro o de la Triste Condesa es una fortificación de estilo gótico emplazada en el municipio español de Arenas de San Pedro, en la provincia de Ávila, Castilla y León. Se encuentra situado en pleno casco urbano de la localidad. Fue declarado Monumento Histórico-Artístico —en la actualidad conocidos como Bienes de Interés Cultural— el 4 de junio de 1931. Se trata de uno de los símbolos de la villa de Arenas de San Pedro, apareciendo en el escudo heráldico de esta, en llamas, aunque probablemente el castillo no sufriera los incendios a los que alude el lema de «Siempre incendiada y siempre fiel».

## Historia

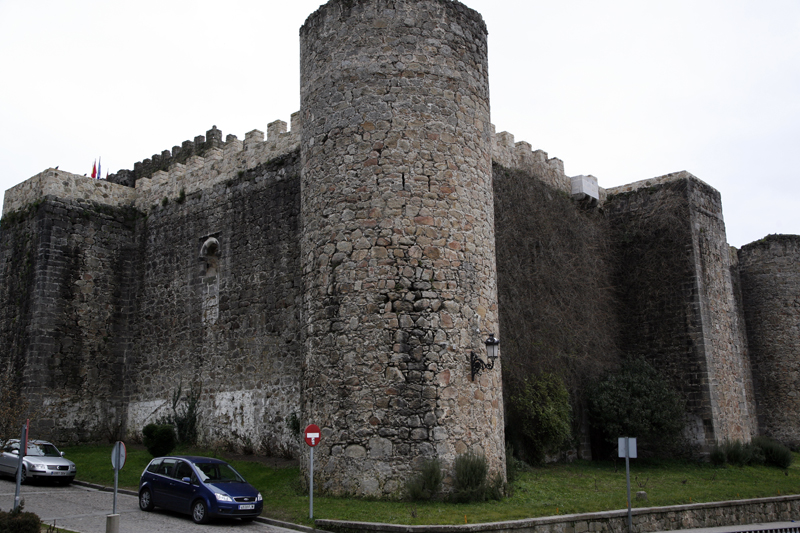
Vista del castillo.

El castillo fue ordenado construir en el año 1400 por el Condestable Ruy López Dávalos, para plasmar su dominio sobre los territorios que le fueron entregados por Enrique III tras obtener Arenas la carta de villazgo en 1393, además de la posterior independencia del Concejo de Ávila.
En un principio el noble sopesó la posibilidad de construirlo en el Colmenar —actual Mombeltrán—, por tratarse de una localidad mejor comunicada, gracias a su cercanía al paso del puerto del Pico, pero se encontró con la oposición de los habitantes de la villa, que interpretaban la construcción del castillo como un signo de opresión y provocación, por lo que se vio en la necesidad de optar por la alternativa arenense.
La situación del castillo contrasta con la de muchas otras fortificaciones de la época, al no hallarse sobre terreno elevado sino en una de las zonas más bajas de la villa. Esto pudo deberse a una construcción apresurada y poco planificada por parte del condestable, tras recibir la negativa de Mombeltrán. Su construcción se financió a través de una serie de impuestos exigidos a los habitantes de las villas y aldeas del señorío, entre las que se encontraban La Adrada, el Colmenar, Candeleda, Castillo de Bayuela, Puebla de Naciados —hoy en ruinas, en la actual provincia de Cáceres— y la propia Arenas. En 1422 su construcción parecía haber finalizado, año en el cual Rodrigo Alonso Pimentel, segundo conde de Benavente, se hizo con el castillo tras el destierro de López Dávalos.
En 1430 el conde entregó el castillo como dote nupcial a su hija Juana Pimentel, tras su matrimonio con 
Álvaro de Luna, quien residiría puntualmente en el castillo. Álvaro fue una figura de gran importancia en aquella época, en la que alcanzó grandes cuotas de poder, terminó siendo víctima de una confabulación de la nobleza castellana, siendo finalmente decapitado en Valladolid el 2 de junio de 1453. Su esposa Juana a partir de entonces se ganaría el sobrenombre de «la Triste Condesa», denominación con la que se conoce al castillo en la actualidad. En 1460 María de Luna, hija de los anteriores, sería casada en el castillo con Íñigo López de Mendoza, II duque del Infantado, con el objetivo de evitar su boda con Diego López Pacheco —favorito del monarca Enrique IV— con lo que la fortaleza y la villa pasaron a formar parte del ducado del primero. En 1461 nació en el castillo don Diego Hurtado de Mendoza.

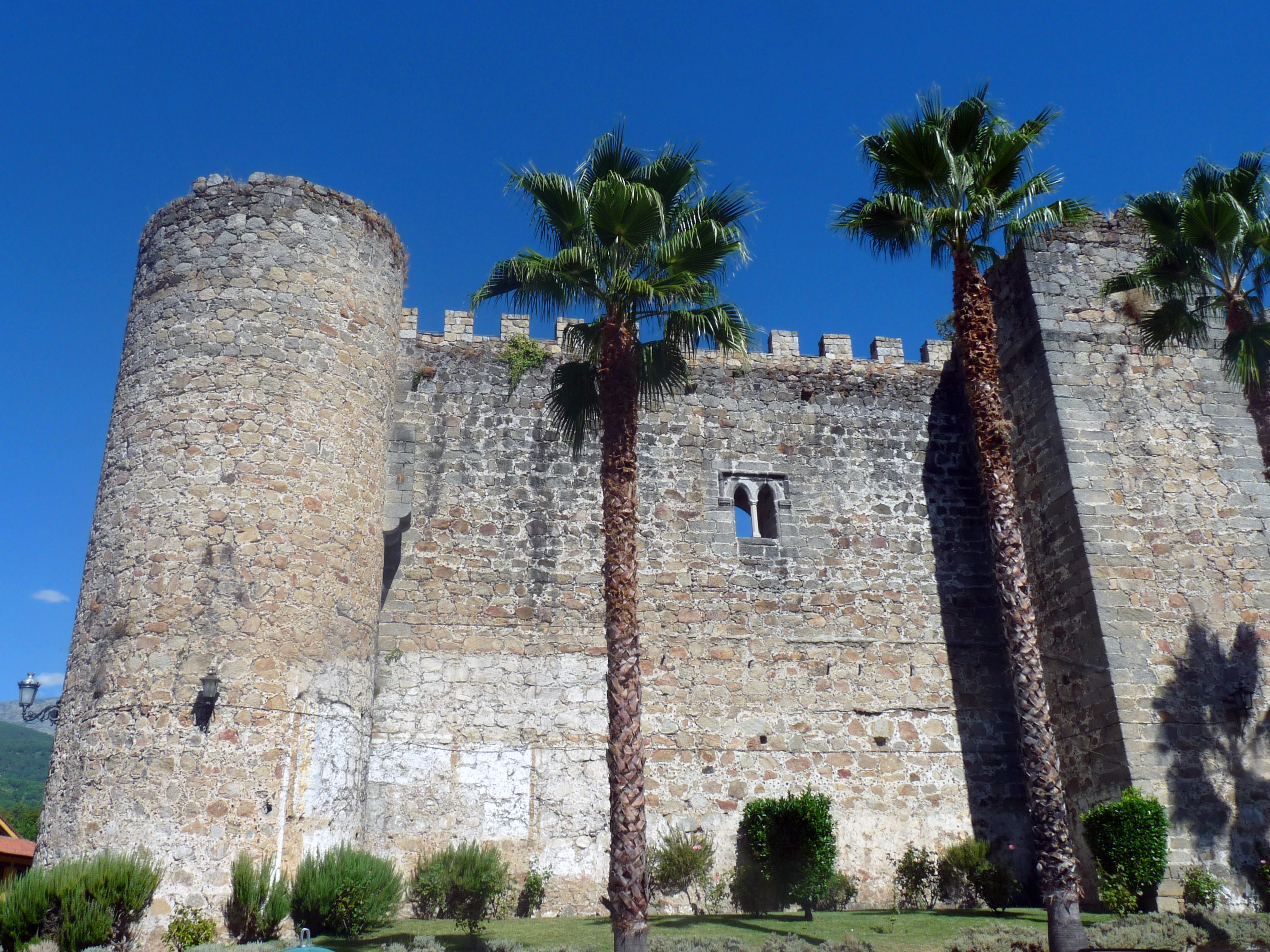
Flanco sur del castillo.

A lo largo de los siglos XVI y XVII el castillo continuó ejerciendo sus funciones, a pesar de la progresiva ruina y deterioro a la que se veían sometidos los castillos señoriales en aquellos siglos, acogiendo a diversas generaciones de los duques del Infantado. Cuando a finales del siglo XVIII el Infante Don Luis llega a la ciudad se considera que el castillo ya no era habitable. En el siglo XIX la villa sufrió incendios tanto en la guerra de Independencia como durante la primera guerra carlista, aunque es muy posible que el castillo no se viera involucrado. Durante este siglo se proyectó que su patio fuera convertido en cárcel, en 1849, así como se llevó a cabo su transformación en cementerio, en 1812, situación esta última ante la que protestaría el entonces propietario, el duque don Pedro de Alcántara. En 1853 fue cedido al ayuntamiento de Arenas de San Pedro por Manuel Álvarez de Toledo, XII duque de Pastrana, hijo del mencionado Pedro. En la década de 1960 se estudió su conversión en Parador de Turismo, proyecto que no se llevaría a cabo. A partir de los años 70 y hasta la actualidad se ha usado como espacio cultural para actividades al aire libre, con actuaciones de música, teatro y danza, proyecciones y conferencias, habiendo sido escenario varios años del festival de música indie Ecopop. En 2007 la bióloga estadounidense Lynn Margulis inauguró las nuevas instalaciones del castillo, tras el proceso de rehabilitación que experimentó. Fueron restaurados tanto el adarve como el interior de la torre del homenaje, en la actualidad abierta a visitas del público y que alberga distintas salas de exposiciones.

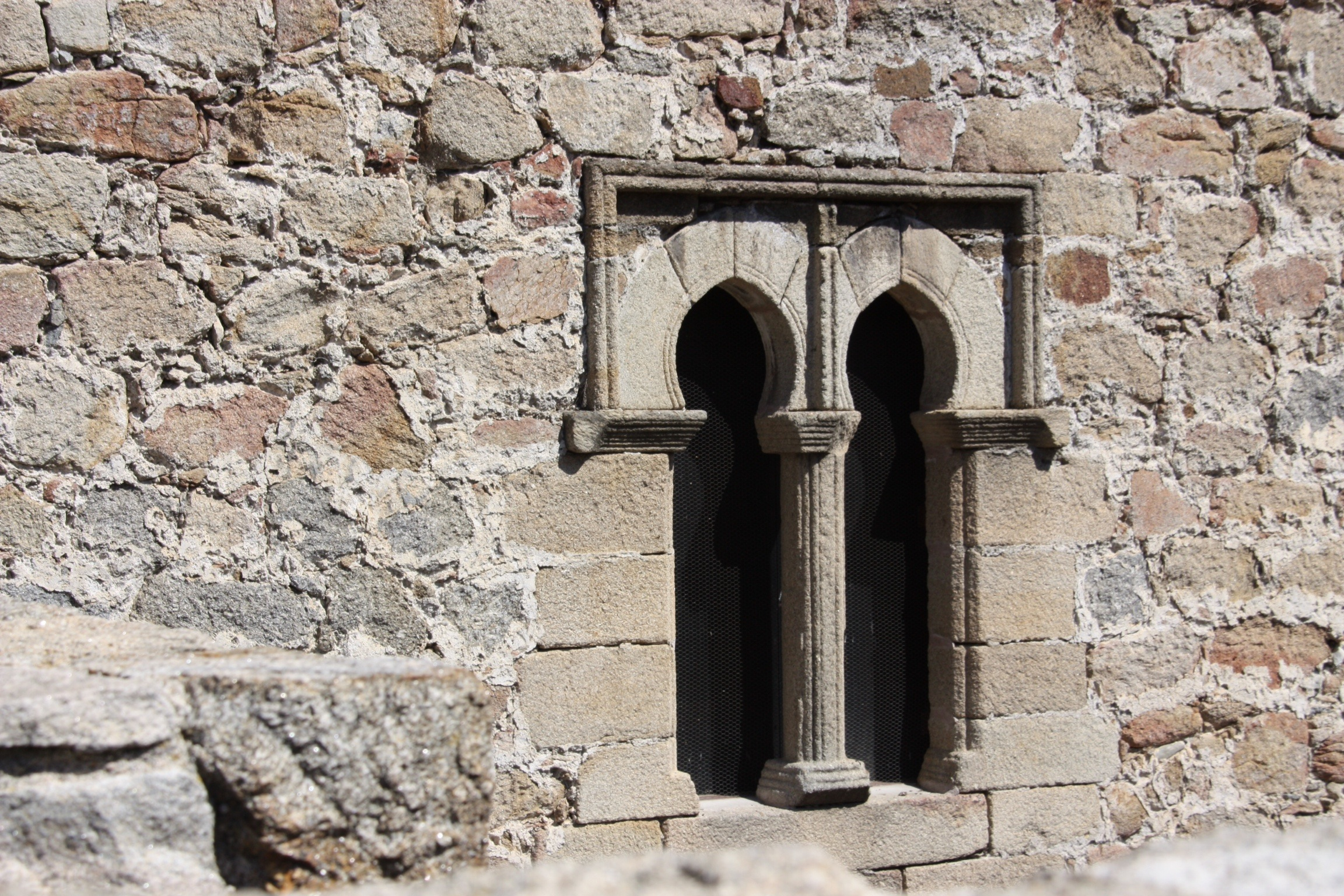
Detalle de una ventana del castillo.

## Arquitectura
La edificación muestra características típicas tanto de fortaleza militar como de residencia palaciega, como era común en los castillos señoriales del siglo XV. El castillo está construido en granito y tiene una planta cuadrada de 51 metros de lado, con cuatro torreones circulares de unos 16 metros de altura, en cada una de las esquinas, algunas almenadas. El elemento más llamativo del conjunto es una torre del homenaje rectangular, de cuatro plantas, junto a la entrada principal, con una altura de 26 metros. El patio de armas aparecía rodeado de dependencias varias: cuadras, almacenes, cocinas, estancias de los servidores; la planta alta estaba destinada a residencia de la nobleza. Tiene puertas y ventanas de arco apuntado, de medio punto y escarzano, así como matacanes. El castillo fue descrito en 1900 por el arqueólogo e historiador Manuel Gómez-Moreno para su obra Catálogo Monumental de Ávila.